# Marcus Norris
Marcus Norris (Jackson, Míchigan; 20 de agosto de 1974) es un jugador de baloncesto profesional de nacionalidad estadounidense y con pasaporte croata cuya mayor parte de trayectoria deportiva ha discurrido formando parte de distintos clubes europeos. 

## Trayectoria deportiva
- 1992-94. NJCAA. Lansing Community College.  Estados Unidos
- 1994-96. NCAA. Ball State University.  Estados Unidos
- 1996-98. Korisliiga. Pyrbasket.  Finlandia
- 1998-00. HKS-A-1. KK Svjetlost Brod.  Croacia
- 2000-03. LCB-TMN. Telecom Lisboa.  Portugal
- 2003-04. BSL. Bnei HaSharon.  Israel
- 2004-05. Superliga. BC Kiev.  Ucrania
- 2005-10. ACB. CB Gran Canaria.  España
- 2010-11. Türkiye Basketbol Ligi. Erdemir SK.  Turquía
- 2011-12. LEB. Lleida Bàsquet.  España
- 2012-. LCB-TMN. SL Benfica (baloncesto).  Portugal